# Anton Walbrook
Adolf Anton Wilhelm Wohlbrück (19 de novembro de 1896 - 9 de agosto de 1967) foi um ator austríaco que se estabeleceu no Reino Unido sob o nome de Anton Walbrook.
Artista popular na Áustria e na Alemanha antes da guerra, ele partiu em 1936 por preocupações com sua própria segurança e estabeleceu uma carreira no cinema britânico.
Foi vencedor de um prêmio National Board of Review por sua atuação em 49th Parallel (1941), mas é talvez mais conhecido por seus papéis em Coronel Blimp - Vida e Morte (1943) e Os Sapatinhos Vermelhos (1948).

## Vida e carreira
Walbrook nasceu em Viena, na Áustria, como Adolf Wohlbrück. Ele era filho de Gisela Rosa (Cohn) e Adolf Ferdinand Bernhard Hermann Wohlbrück. Ele era descendente de dez gerações de atores, apesar de seu pai ter quebrado a tradição e ser um palhaço de circo. Walbrook estudou com o diretor Max Reinhardt e construiu uma carreira no teatro e cinema austríacos.
Walbrook morreu de um ataque cardíaco na seção Garatshausen de Feldafing, Baviera, Alemanha em 1967. Suas cinzas foram enterradas no cemitério de St. John's Church, Hampstead, Londres, como ele desejava em seu testamento.

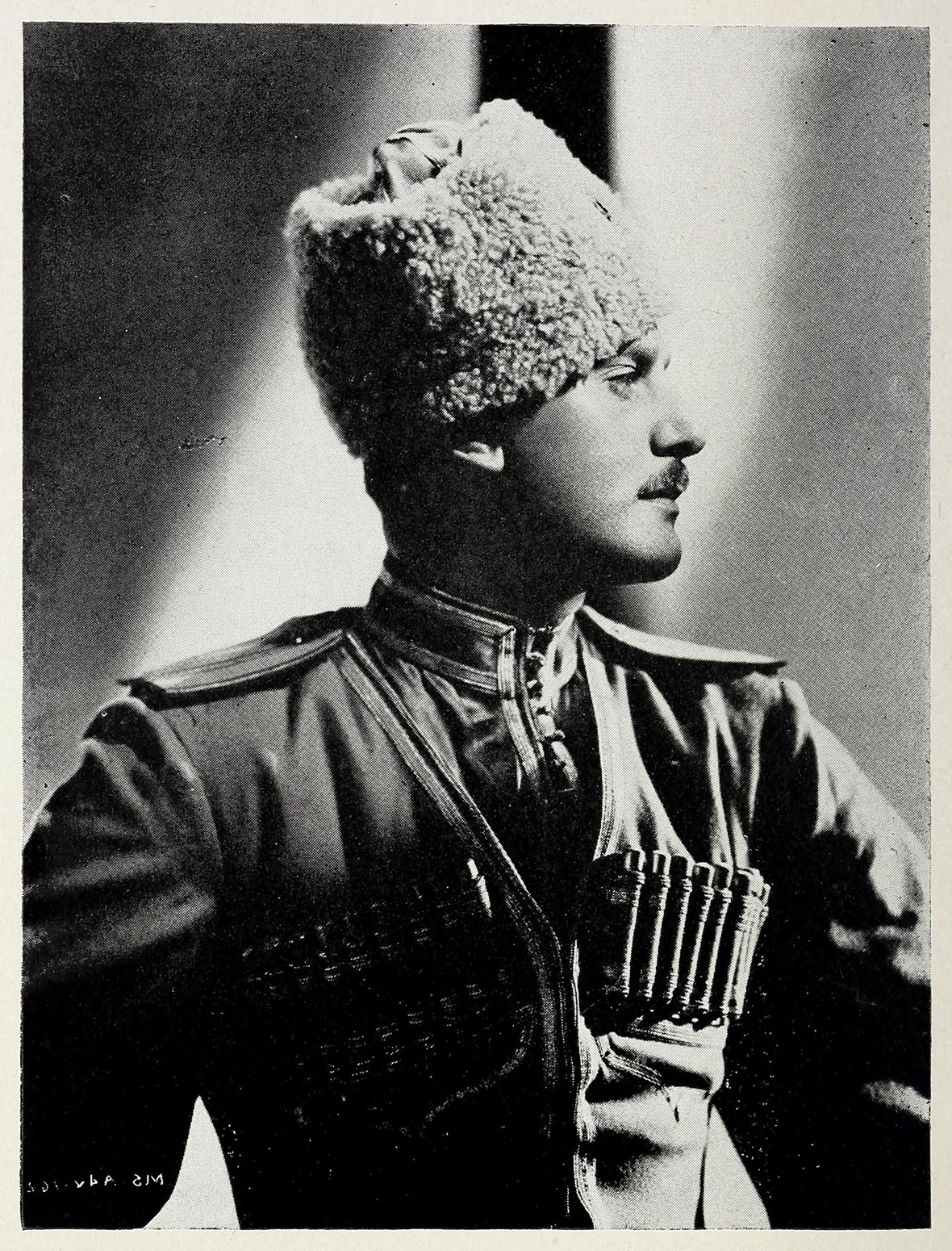